# Episodio homosexual
«Episodio homosexual» es el nombre que recibe la investigación judicial sobre un homicidio ocurrido en la comuna chilena de Arica en 1975, en el cual un grupo de conscriptos dio muerte a un hombre homosexual, siendo el primer caso conocido de violación de los derechos humanos durante la dictadura militar chilena en razón de la orientación sexual de la víctima.

## Caso

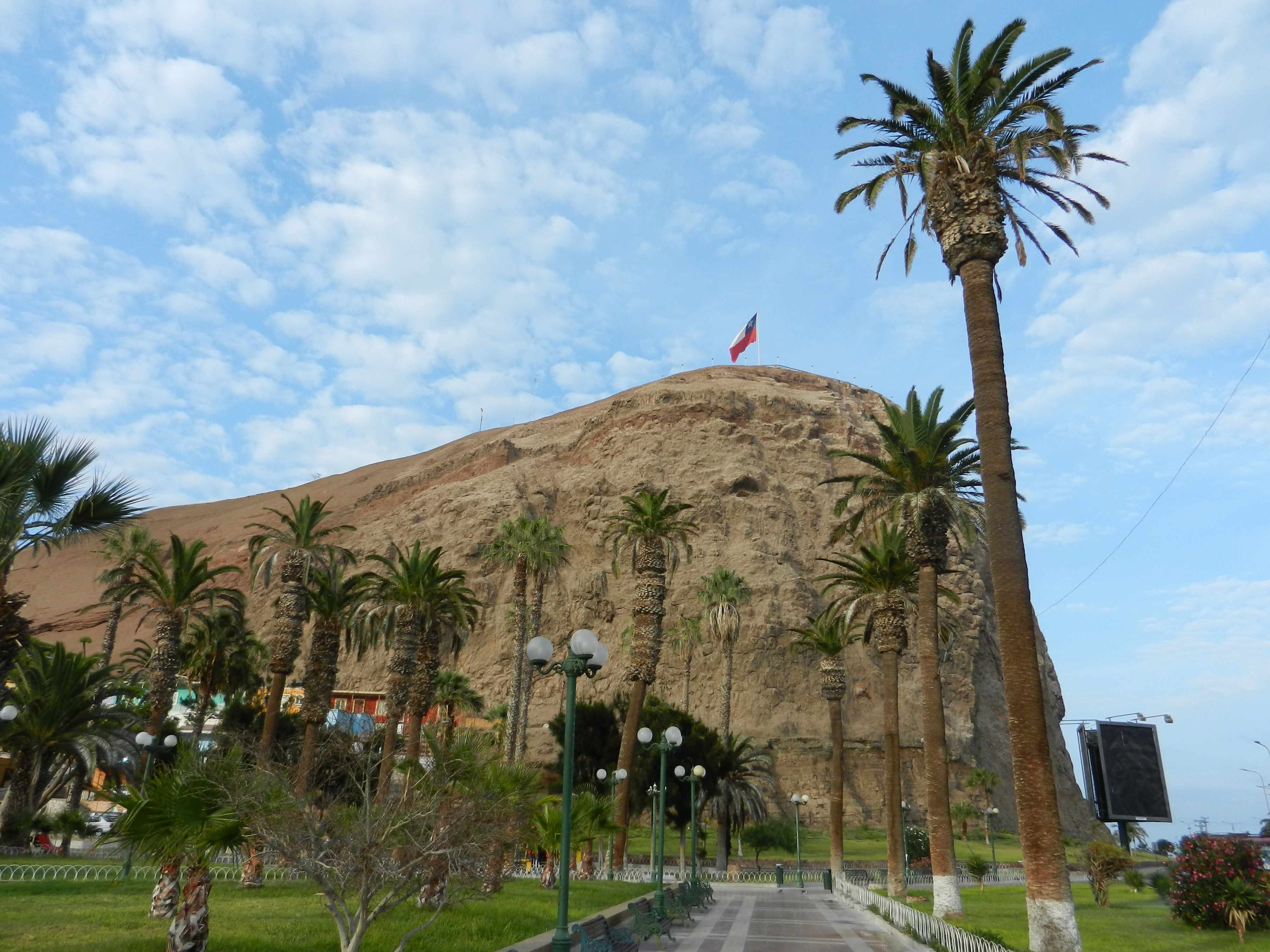
Morro de Arica, lugar donde fueron sorprendidos el hombre no identificado (posteriormente asesinado) junto a un conscripto teniendo relaciones.

En una fecha no determinada de 1975, un hombre homosexual no identificado fue detenido al ser sorprendido teniendo relaciones con un conscripto en los faldeos del morro de Arica, estando recluido durante tres días en un cuartel del Centro de Inteligencia Regional (CIRE) en dicha ciudad, ubicado en la acera norte de la actual avenida Diego de Almagro, cercano a la rotonda Azapa. Durante el tiempo que estuvo detenido en el CIRE, se le exigió al recluso que escribiera una carta a su familia, reconociendo su condición de homosexual y anunciándoles que se iría a Perú, ya que supuestamente estaba siendo amenazado por agentes de la dictadura militar.
A las 22:30 de su tercer día de reclusión, el detenido fue llevado junto a 7 militares en un vehículo gris hasta la cuesta Acha, contigua a la quebrada homónima en la salida sur de Arica, y llevado a un lugar donde se realizaban prácticas de tiro. Siendo puesto frente a dos excavaciones de 15 y 20 metros de profundidad, se le colocó una venda de esponja en la cabeza y el grupo de militares le disparó en la cabeza con pistolas Smith and Wesson 38, siendo posteriormente lanzado dentro de uno de los agujeros excavados.
Según la declaración de Bernabé Vega —uno de los homicidas— a la jueza María Verónica Quiroz en marzo de 2010, este fue informado por el capitán Ricardo Padilla de que «el destacamento que estaba en el Morro de Arica estaba teniendo problemas con un homosexual civil que estaba pervirtiendo a los soldados conscriptos» y le habría señalado que «era un peligro para los soldados y no merecía vivir».

## Investigación
El caso salió a la luz producto de la investigación sobre la desaparición de Grober Venegas, quien había sido asesinado en el sector de Azapa a finales de 1975. En marzo de 2010 Bernabé Vega declaró en su residencia en Concepción ante Enrique Guzmán y Rosa Otárola, detectives de la Policía de Investigaciones de Chile (PDI) que investigaban el caso, señalando que la única ejecución en la que había participado fue en la de un homosexual en la cuesta de Acha. Viendo las inconsistencias entre lo declarado por Vega y los antecedentes del caso de Grober Venegas, los detectives sospecharon que se podía tratar de otro homicidio del cual no se poseían informaciones previas.
El 26 de marzo de 2010 Bernabé Vega declaró ante la jueza María Verónica Quiroz, confirmando que no participó del asesinato de Grober Venegas pero que sí había participado del homicidio de un hombre homosexual en las afueras de Arica. Posteriormente fue trasladado al sector de la cuesta de Acha, en donde identificó alrededor de una veintena de piques mineros como el lugar donde podía estar el cuerpo de la persona asesinada. A las 16:30 del 24 de mayo un equipo de la Defensa Civil encontró en una de las excavaciones un pantalón de jeans y una camisa blanca junto a un esqueleto que poseía una venda de esponja, concordante con lo declarado por Vega.
La autopsia realizada por el Servicio Médico Legal determinó que el cadáver correspondía a un hombre de entre 30 y 45 años, con una estatura entre 1,63 y 1,69 metros y que presentaba indicios de haber realizado actividades de alto requerimiento físico. También se realizó una reconstrucción facial virtual de la cabeza de la persona asesinada, la cual fue publicada por el Primer Juzgado del Crimen de Arica en los diarios La Tercera y La Estrella de Arica junto a un aviso solicitando antecedentes de quienes pudieran reconocer dicho rostro, sin embargo no dio frutos.
El 23 de octubre de 2014 se inició formalmente el proceso en contra de Bernabé Vega y Héctor Morales por el secuestro y homicidio de un N.N.; inicialmente el proceso contemplaba también a Ricardo Padilla (quien ya había fallecido) y a Sergio Mercado, quien fue declarado inimputable por demencia. En diciembre de 2014 Vega y Morales estuvieron presos 8 días, tras lo cual quedaron libres luego de pagar una fianza de 400 000 pesos. En octubre de 2015 los tribunales ariqueños establecieron que la muerte del homosexual N.N. constituía un crimen de lesa humanidad al «afectar a un miembro de una minoría sexual» en el contexto de la represión hacia civiles, quedando configurado como el primer crimen de odio documentado que fue cometido por agentes de la dictadura militar.
El 4 de febrero de 2017 la revista Sábado del diario El Mercurio publicó un reportaje del periodista Rodrigo Fluxá titulado «El secreto del Morro», en el cual se relata el caso del episodio homosexual, sin que hasta dicha fecha se pudiera identificar a la víctima. En 2024 Fluxá publicó el libro Corazón partío, en el cual continúa con su investigación, lo que incluyó acciones judiciales como la toma de muestras de ADN a posibles familiares de la persona fallecida.

## Conmemoraciones

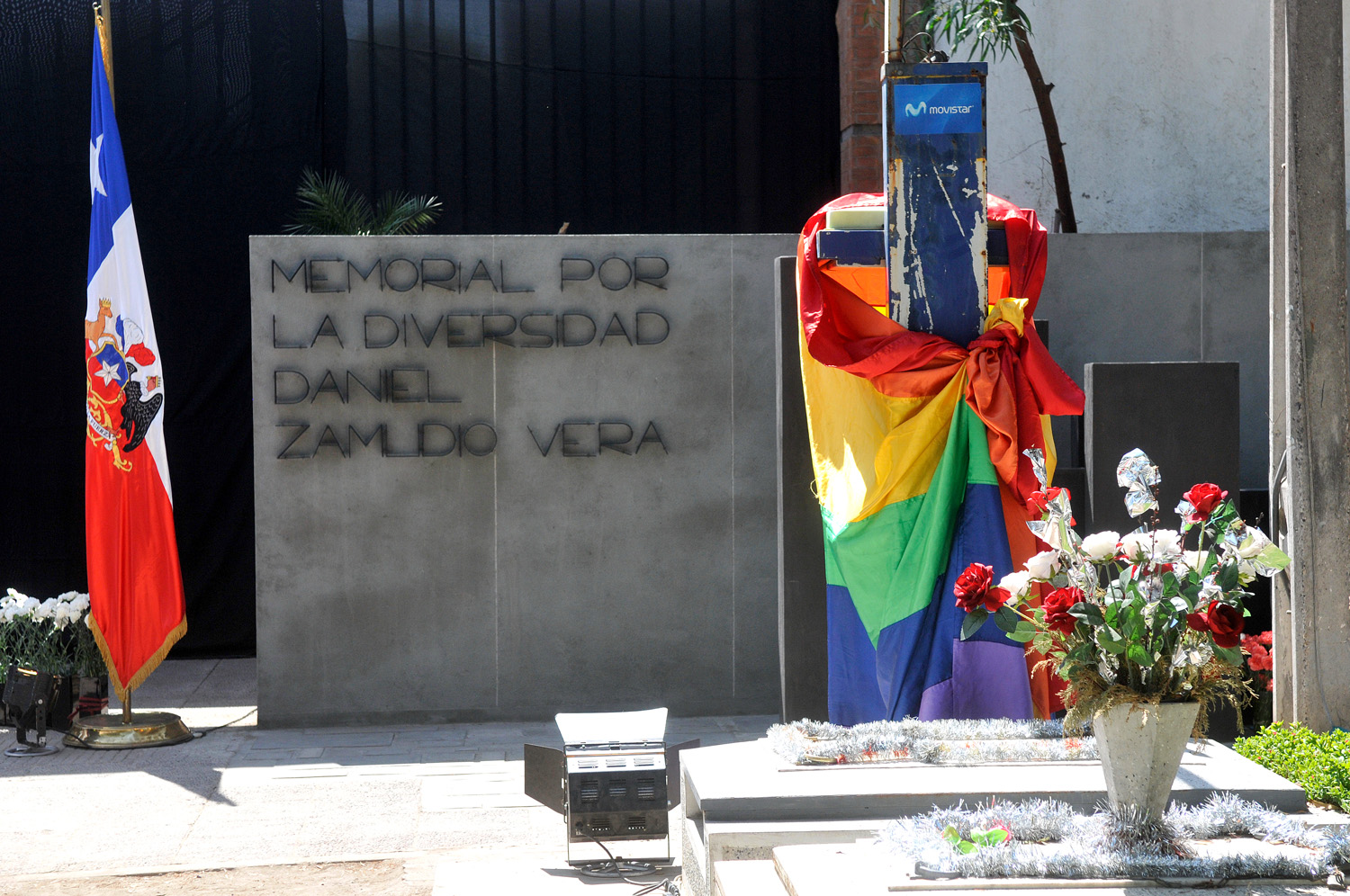
Memorial por la Diversidad de Chile.

El 27 de marzo de 2018, en el marco de las conmemoraciones por el sexto aniversario del asesinato de Daniel Zamudio, el Movimiento de Integración y Liberación Homosexual (Movilh) instaló tres nuevas placas recordatorias de víctimas de homofobia en el Memorial por la Diversidad de Chile; entre ellas se encontraba una dedicada al N.N. asesinado en Arica en 1975.
El 1 de diciembre de 2023 la Municipalidad de Arica, junto con la Subsecretaría de Derechos Humanos del Ministerio de Justicia y la Red Comunitaria de Organizaciones y Activistas LGBTIQAN+ de la comuna, inauguró una placa conmemorativa ubicada frente al Morro con la leyenda «Valiente es aquel que en medio de balas y tortura eligió amar su naturaleza para trascender en libertad. En memoria del Caso N.N, detenido desaparecido por su orientación sexual, víctima de la Dictadura Militar de 1973-1990» y que realiza un «homenaje a todas las personas de las diversidades sexuales que fueron asesinadas y desaparecidas durante ese período».